# 中央経済地区
中央経済地区(ちゅうおうけいざいちく、ロシア語: Центра́льный экономи́ческий райо́н/Tsentralny ekonomichesky rayon)はロシアの12の経済地区の1つである。
- 面積：48万4000km²
- 人口：3050万人(2002年)
- 平均人口密度：63/km²
- 都市化率：80%以上

モスクワを中心とする工業地域である。主要都市はスモレンスク、ヤロスラヴリ、ウラジーミル、トゥーラ、ジェルジンスク、ルイビンスクである。主要河川はヴォルガ川とオカ川で、モスクワ・ヴォルガ運河とドン・ヴォルガ運河によってモスクワはカスピ海とバルト海と繋がっている。多くの鉄道が走っている。
その他の経済地区については、「ロシアの経済地区」を参照。

## 行政区画
- モスクワ(連邦市)
- ブリャンスク州
- イヴァノヴォ州
- カルーガ州
- コストロマ州
- モスクワ州
- オリョール州
- リャザン州
- スモレンスク州
- トゥーラ州
- トヴェリ州
- ヴラジーミル州
- ヤロスラヴリ州

## 経済
中央経済地区は2008年の国民総生産の32%を占める。機械工業、化学工業、繊維産業が栄えている。農業では亜麻、芋、野菜が多い。畜産も盛んである。

## 天然資源
リン鉱石、褐炭、建築資材、泥炭が多い。